# Pau Barrena
Pau Barrena (Barcelona, 1986) és un fotoperiodista català, guanyador del tercer premi World Press Photo 2014 en la categoria de retrats, per una fotografia d'una núvia amaziga. També ha rebut el Premi Casa Àfrica (2013)
Va estudiar publicitat i relacions públiques, amb una postgrau de fotoperiodisme a la UAB. Va iniciar-se professionalment en el món del fotoperiodisme durant les càrregues policials del moviment 15M, el 29 de maig de 2011. Posteriorment va treballar com a becari en un diari de Croàcia. Des de llavors, ha treballat com a freelance per a diaris com Le Monde, Der Spiegel, Time, The Guardian, The Sunday Times, The Times of India, així com per a diverses agències. A Catalunya es poden veure fotografies seves al Setmanari La Directa.